# Howard Phillips Lovecraft
Howard Philips Lovecraft (Providence, 20. kolovoza 1890. – Providence, 15. ožujka 1937.) je američki pisac horora, fantazije i znanstvene fantastike, žanrova koje je često kombinirao unutar jedne pripovijesti. Za života je imao relativno malo publike, no imao je ogroman utjecaj na moderne pisce fantastičnog horora, unutar kojega je postao kultna ličnost. Cthulhu Mythos i poznati Necronomicon njegove su tvorevine.

## Životopis

### Rane godine
Lovecraft je rođen 20. kolovoza 1890. u 9.00, u svom obiteljskom domu na adresi Angell Street br. 194 (sada 454) u Providenceu, Rhode Island. Bio je jedino dijete Winfielda Scotta Lovecrafta, putujućeg prodavača nakita i plemenitih metala, i Sarah Susan Phillips Lovecraft, čije je američko rodoslovno stablo potjecalo još iz kolonije u zaljevu Massachusetts, 1630. Oba su njegova roditelja bila u tridesetim godinama i to im je bio prvi brak, što je bilo neobično u to doba. Kad je Lovecraft imao tri godine, otac mu je doživio psihotični napadaj na poslovnom putu u Chicagu te je doveden u mentalnu bolnicu Butler u Providenceu, gdje je ostao do kraja života. Umro je od sifilisa kad je Lovecraft imao osam godina.
Lovecrafta je, stoga, odgajala majka, njegove dvije tete (Lillian Delora Phillips i Annie Emeline Phillips) i njegov djed (Whipple Van Buren Phillips). Bio je čudo od djeteta: u dobi od dvije godine recitirao je poeziju, dok je cjelovite pjesme pisao već sa šest godina. Djed je poticao njegovo čitanje, nabavljajući mu klasike poput Tisuću i jedne noći ili dječje verzije Ilijade i Odiseje. Također, djed je u njemu pobudio interes za čudne stvari pripovijedajući mu originalne priče gotičkog horora. Njegova se majka, s druge strane, brinula da bi ga te priče mogle uznemiriti.
Kao dijete, Lovecraft je bio vrlo boležljiv; djelomice zbog toga, i djelomice zbog svoje nedisciplinirane i svađalačke naravi, nije pohađao školu sve do navršenih osam godina, no povukli su ga nakon samo godinu dana. U međuvremenu je intenzivno čitao i učio kemiju. Napisao je nekoliko samo-tiskanih publikacija u malom broju primjeraka, počevši 1899. s The Scientific Gazette. Četiri godine kasnije, vratio se u javnu školu.
Whipple Van Buren Phillips umire 1904. godine nakon ozbiljnih poslovnih gubitaka. Lovecraftova obitelj osiromašuje zbog lošeg upravljanja njegovim nasljedstvom i prisiljeni su preseliti se niže u ulicu na kućni broj 598 u mnogo manji i neudobniji stan. Gubitak roditeljskog doma bio je težak udarac za Lovecrafta, u tolikoj mjeri da je neko vrijeme pomišljao na samoubojstvo. 1908. je doživio živčani slom, zbog čega nije nikada primio svoju srednjoškolsku diplomu. Taj ga je neuspjeh jako razočarao i bio uzrokom njegove sramote, između ostaloga i zato što nije mogao studirati na Sveučilištu Brown.
Kao tinejdžer, Lovecraft je pisao fikciju. Neko se vrijeme posvetio poeziji i esejima, da bi se 1917. godine vratio fikciji s dorađenijim pričama kao što su Grobnica (The Tomb) i Dagon. Ova druga je ujedno i njegovo prvo profesionalno objavljeno djelo; pojavilo se u časopisu Weird Tales 1923. godine. Također, u to je vrijeme počeo stvarati svoju golemu mrežu korespondenata - a prema duljini i učestalosti svojih pisama spada među najveće pisce pisama 20. stoljeća. Na njegovu su popisu ljudi za dopisivanje, između ostalih, bili mladi Forrest J. Ackerman, Robert Bloch (Psiho) i Robert E. Howard (serijal Conan Kimeranin).
Nakon dugotrajne histerije i depresije, Lovecraftova je majka primljena u istu bolnicu gdje joj je umro suprug. Usprkos tomu često je pisala sinu, i ostali su bliski do njene smrti 21. svibnja 1921. nakon komplikacija tijekom operacije žučnog mjehura. Lovecraft se od gubitka nije nikad potpuno oporavio.

### Brak i New York
Ubrzo nakon majčine smrti Lovecraft je posjetio konvenciju novinara amatera gdje je sreo Soniu Haft Greene. Rođena 1883., bila je Židovka ukrajinskog podrijetla i sedam godina starija od njega. Vjenčali su se 1924. i preselili u Brooklyn, New York City. Očaran, Lovecraft se nakratko oslobodio svojih mizantropskih okova, oduševljeno svima objavljivao svoj brak ne skrivajući sreću i fasciniranost velikim gradom, no to nije dugo potrajalo. Sonia je ubrzo izgubila posao, što je ostavilo dalekosežne posljedice na njihov život. Lovecraft, neprilagođen ekonomiji u američkom stilu, nikako nije uspijevao naći posao. Osim toga, zamrzio je život u New Yorku i stvorio temelje svoje rasne netrpeljivosti, promatrajući golemu zaposlenu imigrantsku populaciju. Sonia je našla posao u Cincinnatiju; Lovecraft ju nije pratio. Ona ga je i dalje nesebično financirala, čak i kad je našla drugi posao u Clevelandu - no neizbježno se na kraju dogodilo. U travnju 1926. Lovecraft se vraća svojim tetama u Providence, nikad potpuno dovršivši proces razvoda sa Soniom. Prema Michelu Houellebecqu, "njegov je život tada završio, dok je njegovo pravo djelo tek počinjalo". Lovecraft nije više upoznao ni jednu drugu ženu.

### Povratak u Providence
Sve do 1933. godine Lovecraft je živio u "prostranoj smeđoj viktorijanskoj drvenoj kući" u Ulici Barnes br. 10 (To je adresa dr. Willetta u priči Slučaj Charlesa Dextera Warda (The Case of Sharles Dexter Ward). Doba nakon povratka u Providence, posljednje desetljeće njegova života, bilo je ujedno i najplodnije. U to je vrijeme napisao svoje najpoznatije kratke priče (uglavnom za Weird Tales) kao i opsežnija djela poput Slučaja Charlesa Dextera Warda i Planina ludila (At the Mountains of Madness). Često je lektorirao djela drugih autora ili čak pisao za njih (Brežuljak, Krilata smrt i Dnevnik Alonza Typera).
Usprkos svom trudu koji je ulagao u pisanje, Lovecraft je postajao sve siromašniji. Bio je prisiljen seliti u manji smještaj s preživjelom tetom, a teško ga je pogodilo i samoubojstvo Roberta E. Howarda. 1936. godine dijagnosticiran mu je rak crijeva, uz lošu probavu od koje je stalno patio. Usprkos agoniji i snažnim bolovima zadržao je uljudnost i dostojanstvo do kraja, ostavivši time utisak na bolničko osoblje.
Howard Phillips Lovecraft umro je 15. ožujka 1937. u Memorijalnoj bolnici Jane Brown, u Providenceu.
Njegovo je ime prvotno zabilježeno na obiteljskom nadgrobnom spomeniku, pokraj roditelja. To njegovim obožavateljima nije bilo dovoljno, pa je 1977. godine grupa pojedinaca skupila novac za zaseban spomenik na groblju Swan Point na koji su uklesali njegovo ime, datum rođenja i datum smrti, i frazu "I AM PROVIDENCE" ("Ja sam Providnost"), izvorno iz jednog od njegovih osobnih pisama. Lovecraftov je grob povremeno ispisan grafitima koji citiraju njegove poznate stihove iz Zova Cthulhua (izvorno iz Bezimenog grada):
"THAT IS NOT DEAD WHICH CAN ETERNAL LIE,
AND WITH STRANGE AEONS EVEN DEATH MAY DIE."
U hrvatskom prijevodu:
"NIJE MRTVO ONO ŠTO VJEČITOG JE SNA,
A U ČUDNIM EONIMA I SMRT UMRIJETI ZNA."

## Pozadina Lovecraftovog opusa
Lovecraftova djela možemo podijeliti u četiri kategorije:
- Korespondencija i pjesme. Korespondencija se sastoji od impresivnih stotinu tisuća pisama (od kojih neka imaju i trideset, četrdeset stranica) dok sveobuhvatan popis njegove poezije ne postoji. Ništa još nije objavljeno na hrvatskome.
- Pripovijetke u kojima je HPL sudjelovao. Ovdje spada suradnja s drugim piscima, priče koje su prošle Lovecraftovu reviziju, i sl. Ovdje možemo dodati i pripovijetke koje je August Derleth napisao na temelju zapisa i fragmenata što su ostali za Lovecraftom.
- Lovecraftove pripovijetke.
- "Veliki tekstovi". Ovdje spada osam Lovecraftovih najznačajnijih tekstova:
  - Zov Cthulhua (The Call of Cthulhu, 1926.)
  - Boja iz svemira (The Color out of Space, 1927.)
  - Dunwichski užas (The Dunwich Horror, 1928.)
  - Šaptač u tami (Whisperer in the Darkness, 1930.)
  - Planine ludila (At the Mountains of Madness, 1931.)
  - Snovi u vještičinoj kući (The Dreams in the Witch House, 1932.)
  - Sjena nad Innsmouthom (The Shadow over Innsmouth, 1932.)
  - Sjena iz vremena (The Shadow out of Time, 1934.)

Prema tematici, Lovecraftovu fikciju možemo podijeliti na:
- Priče o smrti (približno od 1905. do 1920.)
- Priče iz ciklusa snova (1920. – 1927.)
- Cthulhu Mythos (1925. – 1935.)

Neki kritičari napominju sličnost ciklusa snova s Cthulhu mitovima, često ukazujući na ponavljanje motiva Necronomicona i bogova. Treba imati na umu da ciklus snova spada u pripovijetke fantazije, dok su Cthulhu mitovi znanstvena fantastika.
Velik dio Lovecraftova opusa izravno je inspiriran njegovim noćnim morama, i možda je upravo taj neposredan uvid u nesvjesno i njegov simbolizam djelomičan uzrok njegove popularnosti. U skladu s tim, Lovecraft je zavolio djela Edgara Allana Poea, koji je imao ogroman utjecaj na Lovecraftove ranije radove. Zatim je Lovecraft otkrio djela Lorda Dunsanyja te, u njegovom stilu, počeo pisati snolike fantazije. Svoj je glas otkrio tek kasnije, vjerojatno pod utjecajem Arthura Machena i njegovih pažljivo izgrađenih priča o preživljavanju drevnog zla i mističnom vjerovanju u skrivene tajne koje leže izvan stvarnosti.
Te su pripovijesti isprele mračno klupko onoga što danas nazivamo Cthulhu Mythos ili Cthulhu mitovi; panteon izvanzemaljskih, izvandimenzionalnih božanstava starijih od čovječanstva čije tragove nalazimo u eonima starim mitovima i legendama. Sam termin Cthulhu Mythos skovao je August Derleth nakon Lovecraftove smrti. Lovecraft je u šali često svoju umjetnu mitologiju nazivao Yog-Sothotherijom.
Njegove su priče stvorile jedan od najutjecajnijih pokretača radnje u cijelom žanru horora: Necronomicon, tajni rukopis iz pera ludog Arapina Abdula Alhazreda. Dosljednost i snaga Cthulhu mitova naveli su neke na pomisao kako je Lovecraft svoju mitologiju utemeljio na postojećim mitovima i okultnim vjerovanjima. Također, tijekom godina su se pojavila mnoga lažna izdanja Necronomicona.
Njegova je proza ponešto arhaična. Često koristi zastarjeli rječnik ili pravopis (npr. baterijsku svjetiljku zove "električnom bakljom"). Intenzivno je koristio "egzotične" pridjeve poput nezdravo ili kiklopski te pokušavao - uglavnom netočno - zapisati jezik narječja. Također, pisao je britanskim engleskim (bio je anglofil).
Lovecraft je bio izrazito marljiv u pisanju pisama. Ponekad je svoja pisma označavao datumom 200 godina starijim od stvarnosti (što je vrijeme prije Američke revolucije koju je smatrao uvredljivom svojoj anglofilnosti). Vjerovao je kako su 18. i 20. stoljeće najbolji; ono prvo je bilo razdoblje plemenitosti, a drugo razdoblje znanosti, dok je prema njegovom mišljenju 19. stoljeće, posebno viktorijansko razdoblje, bilo "pogreška".

## Teme
Nekoliko se tema uvijek iznova pojavljuje u Lovecraftovim pričama:

### Zabranjeno znanje
"Najmilosrdnija stvar na svijetu, rekao bih, nesposobnost je ljudskog uma da međusobno poveže sve svoje sastojke. (...) Jednoga dana, sastavljanje razdvojenoga znanja otvorit će takve užasavajuće prizore stvarnosti, i našega pogibeljnog položaja u istoj, da ćemo ili poludjeti od tog otkrića ili pobjeći od smrtonosne svjetlosti u mir i sigurnost novoga mračnog doba." (Zov Cthulhua).
U mnogim se njegovim pričama pojavljuje pretpostavka kako je ljudski um previše krhak da bi mogao podnijeti istinu Mythosa bez vlastitog uništenja. Najpoznatiji primjer je Necronomicon, koji osobu koja ga čita može odvesti u ludilo. Slično je i sa svim drugim primjerima "zabranjenog znanja", kao i u slučaju samog susreta s bićima iz Mythosa (premda su neka od njih manje opasna od drugih).
Likovi koji pokušaju na neki način iskoristiti to znanje gotovo su bez iznimke osuđeni na smrt. Ponekad njihov rad privuče pozornost zlonamjernih bića; ponekad ih, u duhu Frankensteina, unište čudovišta koja su sami stvorili.

### Neljudski utjecaji na čovječanstvo
Bića Lovecraftove mitologije često imaju ljudske (ili poluljudske) sluge; Cthulhu, primjerice, je štovan u kultovima širom svijeta, od Eskima s Grenlanda do voodoo krugova Louisiane, i drugdje. Ti su štovatelji Lovecraftu poslužili kao korisno pripovjedačko sredstvo. Mnoga su bića iz Mythosa previše moćna za ljudske protivnike, i toliko užasna da izravno znanje o njima znači ludilo za žrtvu. Pišući o takvim bićima, Lovecraft je trebao način da provede ekspoziciju i izgradi napetost bez preranog završavanja pripovijesti. Ljudski su mu sljedbenici poslužili kao način otkrivanja podataka o njihovim "bogovima" na zamućen, pomalo nejasan način, i također omogućili privremene pobjede njegovim protagonistima.

### Atavistička krivnja
Još jedna od Lovecraftovih tema je ideja kako potomci iste krvne linije ne mogu nikako pobjeći od mrlje zločina koje su počinili njihovi preci, barem ako je zločin dovoljno monstruozan. Potomci mogu, prostorno i vremenski, biti veoma daleko od samog čina, pa ipak "krv će progovoriti" (Štakori u zidovima, Vrebajuća strava, Arthur Jermyn, Alkemičar, Sjena nad Innsmouthom i Slučaj Charlesa Dextera Warda). Primjer zločina kojeg je Lovecraft smatrao dovoljno užasnim za takve posljedice je kanibalizam (Slika u kući i, opet, Štakori u zidovima).

### Sudbina od koje nema bijega
U Lovecraftovim djelima, protagonist često nema kontrolu nad svojim ponašanjem ili smatra da je nemoguće promijeniti smjer. Mnogo bi njegovih likova izbjeglo opasnosti samo da su jednostavno pobjegli; no ta se mogućnost ili uopće ne pojavljuje ili je zastrta nekom vanjskom silom (Boja iz svemira). Često u njegovim pričama, moćna zlonamjerna ili indiferentna bića vrše izravan utjecaj na likove. Poput prokletstva predaka, na kraju, bijeg ili čak sama smrt ne znače sigurnost (Ono na pragu, Slučaj Charlesa Dextera Warda). U nekim slučajevima, taj se usud manifestira u cjelokupnom čovječanstvu, i nikakav bijeg nije moguć (Sjena iz vremena).

### Prijetnja civilizaciji
Lovecraft često koristi zamisao o borbi civilizacije s barbarskim, primitivnijim elementima. U nekim je pričama ta borba na individualnoj razini; mnogi su njegovi protagonisti kulturni, visoko obrazovani ljudi koje postupno preuzima neki zli utjecaj. Ovdje je "prokletstvo" često ono nasljedno, ili zbog razmnožavanja s neljudskim bićima (Arthur Jermyn, Sjena nad Innsmouthom) ili preko direktnog magijskog utjecaja (Slučaj Charlesa Dextera Warda). Fizička i mentalna degradacija često prate jedna drugu; ova ideja "prljave krvi" možda predstavlja Lovecraftovu zabrinutost glede njegove vlastite krvne linije, posebno glede smrti njegova oca; Lovecraft je sumnjao da se radilo o sifilitičkom poremećaju.
U drugim pričama, cijelo je društvo pod prijetnjom barbarizma. Ponekad se on pojavljuje kao vanjska prijetnja, pri čemu je civilizirana rasa uništena ratom (Polaris). Ponekad izolirani djelić čovječanstva zapada u vlastitu dekadenciju i atavizam (Vrebajuća strava). Ipak, najčešće se radi o civiliziranoj kulturi koju polako uništava zli element pod utjecajem neljudskih sila.

### Rasni stavovi
Razlika između "civiliziranog" i "barbarskog" elementa, ili između "prljave" i "čiste" krvi, je često ona rasna. Pripovjedači u tekstovima Ulica, Herbert West: Reanimator, On, Zov Cthulhua, Sjena nad Innsmouthom, Užas u Red Hooku i dr. izražavaju primjedbe koje se mogu smatrati neprijateljskima prema Židovima (premda je nekoliko Lovecraftovih bliskijih prijatelja, uključujući i Soniu Greene, te ljudi s kojima se dopisivao, bilo židovskog porijekla), Talijanima, Poljacima, Mediterancima, crnim Afrikancima i raznim Azijatima. Rasistička se mišljenja mogu nazrijeti i u njegovoj poeziji, posebno u pjesmama On the Creation of Niggers (O stvaranju Crnaca) i New England Fallen (Nova Engleska je pala), obje iz 1912. Također, svoje je rasističke i etnocentričke nazore izražavao i u pismima. 23. siječnja 1920. napisao je:
"Koja je grana razmišljanja najprikladnija razvijenomu čovjeku -- vrhuncu organskog napretka na Zemlji -- od one koja zahtijeva samo njegove najviše i isključivo ljudske vještine? Primitivni divljak ili majmun samo vrluda po svojoj šumi tražeći partnera; uzvišeni bi Arijac trebao podignuti oči prema svjetovima svemira i shvatiti svoj odnos prema beskonačnosti!!!!"
U priči Herbert West: Reanimator, Lovecraft opisuje tek preminulog Afroamerikanca:
"Bio je to oduran, gorili sličan stvor, s abnormalno dugim rukama koje nisam mogao ne nazvati prednjim šapama, i licem koje je prizivalo pomisli na neizrecive tajne Konga i lupanje tam-tamova pod sablasnim mjesecom. Truplo je sigurno izgledalo još gore za života -- ali na svijetu je mnogo ružnih stvari."
Lovecraft je oženio Soniu Greene, ženu ukrajinsko židovskog porijekla. Ona je kasnije izjavila da je često podsjećala Lovecrafta na tu činjenicu kad god bi on izgovorio antisemitsku primjedbu. "Kad bismo se našli u rasno miješanim gomilama karakterističnima za New York, Howard bi poludio od bijesa. Izgledao je kao da će zaista izgubiti razum", zapisala je nakon što se razvela od Lovecrafta.
U nekoj su mjeri Lovecraftovi rasistički nazori i njegovo tupo izražavanje istih bili uvjetovani vremenom u kojem je živio; eugenički su zakoni tada bili na snazi u Sjedinjenim Državama i većem dijelu ne-rimokatoličke Europe, kao i zabrana miješanih brakova. Sjedinjene su Države također velikim dijelom zakonski podržavale rasnu segregaciju. Tijekom 1920-tih imigracija u SAD je znatno smanjena, da bi 1924. bio objavljen Imigracijski akt, unutar kojeg se nalazila "stručna procjena" prijetnje američkoj kulturi i civilizaciji od asimilacije dodatnog "inferiornog elementa" iz južne i istočne Europe.
Lovecraft je bio naglašeni anglofil, smatrajući staru englesku kulturu vrhuncem civilizacije. Prema tome su potomci Engleza u Americi bili nešto poput "druge klase", dok su svi ostali bili ispod njih (pjesma Amerikanac Majci Engleskoj). Svoju ljubav prema engleskoj povijesti i kulturi često ponavlja u svojim djelima (na primjer, nostalgija za Engleskom kralja Kuranesa u Sanjanom pohodu na nepoznati Kadath).
No, postoje i iznimke. Pripovjedač u Hladnom zraku omalovažavauće govori o siromašnim Španjolcima u susjedstvu, ali poštuje bogatog i aristokratskog Španjolca, dr. Muñoza, zbog njegovog "više keltiberijskog" porijekla i jer je to "čovjek od rođenja, kulture i diskriminacije". U Planinama ludila, istraživači pronalaze tragove potpuno nezemaljske civilizacije (Oni Stari) koje su uništili njihovi sluge shoggothi. Čak i nakon što oživjeli Stari ubiju nekoliko članova ekspedicije, Lovecraftov pripovjedač i dalje izražava simpatije prema njima.
Lovecraftovo se zanimanje za eugeniku često projicira na njegove bijele likove. Česta meta su mu degenerirani potomci nizozemskih imigranata u planinama Catskill, "vrlo slični dekadentnom elementu white trash populacije na Jugu" (Iza zidova sna, 1919.). U Hramu, Lovecraftov je pripovjedač izrazito mrska figura: njemački podmornički kapetan iz Prvog svjetskog rata čija ga vjera u "željeznu njemačku volju" i nadmoć svoje domovine navodi da strojnicom poubija brodolomce u čamcima i, kasnije, pobije svoju vlastitu posadu pod osljepljujućim prokletstvom koje je nanio sam sebi.
Takve su misli u Lovecraftovom svjetonazoru -- romantičko-reakcionarska obrana kulturnog reda od degeneracije modernog svijeta i rasni elitizam -- navele neke od istraživača na povezivanje Lovecrafta s aristokratskim, Arijevskim anti-modernizmom tradicionalista Juliusa Evole:
"Sasvim sigurno, Sanjani pohod na nepoznati Kadath sa svojim grandioznim portretom grada od oniksa odiše svježim i elegantnim duhom Tradicije, protiv kojeg je u nekoliko priča postavljeno samo dno dekadencije, Innsmouth, nakotna populacija sastavljena od potomaka pohotnih mornara i morskih čudovišta, negativna sila anti-Tradicije. Vječna je borba između nebeskih sila svjetla i podzemnih sila kaosa u određenoj mjeri prikazana u Lovecraftovim djelima."

### Spol
Žene su u Lovecraftovoj fikciji rijetke, dok simpatične žene zapravo ne postoje. Nekoliko glavnih ženskih likova u njegovim pričama -- poput Asenath Waite (nije jasno radi li se uopće o ženskoj osobi) iz priče Ono na pragu i Lavinia Whateley iz Dunwichskog užasa -- zapravo su samo sluge zlim silama. Jednako je tako iz njegovih priča odsutna romansa; tamo gdje piše o ljubavi, uglavnom se radi o platonskoj ljubavi (Stablo).  Njegovi likovi žive u svijetu gdje se seksualnosti pridaje negativna konotacija -- ako je uopće produktivna, rađa bića koja nisu sasvim ljudska (Dunwichski užas). U tom kontekstu, možemo skrenuti pažnju na razmjere Lovecraftovog horora, koji kritičari često opisuju kao "kozmički horor". Njegove su priče na velikoj, kozmičkoj razini, i čovječanstvu pripisuju malu i nebitnu ulogu. Iz toga slijedi da Lovecraft u svojim djelima ne negira vitalnu i pozitivnu ulogu ženske seksualnosti, nego ljudske općenito.